# Szidon Simon
Szidon Simon (Versec, 1892 – Budapest, 1941. április 25.) magyar matematikus, a Sidon-sorozat létrehozója és névadója.

## Élete és munkássága
Szidon Simon régi tudós rabbicsaládból származott. Borderline-szkizofrén betegséggel küzdött. Szülei Szidon Adolf és Hauser Zsófia voltak. Budapesten járt egyetemre. Matematika–fizika szakos tanári oklevelet szerzett, majd rövid ideig helyettes tanárként működött. Kalmár László, Pólya György, Riesz Marcell, Turán Pál és Erdős Pál mellett tagja volt a világhírű Fejér-iskolának. Később néhány évig a Generali Biztosító Rt. számára dolgozott mint matematikus. Élete végére elszegényedett, s barátai adományából tudta csak magát fenntartani. 1941-ben szerencsétlenség áldozata lett: egy létra rádőlt, eltörte a lábát, majd a kórházban a hosszas ágyban fekvés okozta tüdőgyulladásban meghalt.
Több jelentős dolgozata jelent meg trigonometrikus és hatványsorokról.

## Anekdota
Szidonnak üldözési mániája volt, s mikor Erdős Pál és Turán Pál 1937-ben meglátogatta, a következővel fogadta őket: 
- Kérem jöjjenek máskor, és főleg máshoz.

## Művei
- A függvény ugrásának meghatározása Fourier sorából (Mathem. és Fiz. L. 1918)
- Ein Satz über positive harmonische Polynome (Jahresbericht der deutschen Mathematikervereinigung, 1926)
- Eine Bemerkung über die Mittelwerte der Potenzreihen (Szegedi Acta, 1935)
- Über lakunäre trigonometrische Reihen (Szegedi Acta, 1936)

## Fordítás
- Ez a szócikk részben vagy egészben  a   Simon Szidon című angol Wikipédia-szócikk fordításán alapul.  Az eredeti cikk szerkesztőit annak laptörténete sorolja fel. Ez a jelzés csupán a megfogalmazás eredetét és a szerzői jogokat jelzi, nem szolgál a cikkben szereplő információk forrásmegjelöléseként.